# فهرست پررفت‌وآمدترین فرودگاه‌ها در مکزیک
فهرست پررفت‌وآمدترین فرودگاه‌ها در مکزیک

## بیست فرودگاه پر رفت‌وآمد مکزیک بر اساس جابجایی مسافر در سال ۲۰۱۱
| رتبه | فرودگاه                                         | شهر/استان              | مجموع مسافر | تغییر سالانه | تغییر رتبه |  |
| ---- | ----------------------------------------------- | ---------------------- | ----------- | ------------ | ---------- |  |
| ۱    | فرودگاه بین‌المللی مکزیکو سیتی                   | مکزیکو سیتی            | ۲۶٬۳۶۸٬۸۶۱  | ۹٫۲۸٪        | بی‌تغییر    |  |
| ۲    | فرودگاه بین‌المللی کانکون، کینتانا رو            | کانکون، کینتانا رو     | ۱۳٬۰۲۲٬۴۸۱  | ۴٫۶۹٪        | بی‌تغییر    |  |
| ۳    | فرودگاه بین‌المللی دن میگوئل هیدالگو وای کوستیا  | گوادالاخارا، خالیسکو   | ۷٬۲۰۱٬۷۰۰   | ۳٫۶۰٪        | بی‌تغییر    |  |
| ۴    | فرودگاه بین‌المللی ژنرال ماریانو اسکبیدو         | مونترری، نوئوو لئون    | ۵٬۵۸۲٬۷۹۴   | ۳٫۸۰٪        | بی‌تغییر    |  |
| ۵    | فرودگاه بین‌المللی تیخوانا، باخا کالیفرنیا       | تیخوانا                | ۳٬۵۰۰٬۸۰۰   | ۴٫۱۰٪        | افزایش     |  |
| ۶    | فرودگاه بین‌المللی لوس کابوس                     | لوس کابوس              | ۲٬۸۰۷٬۰۰۰   | ۲٫۲۰٪        | ۱          |  |
| ۷    | فرودگاه بین‌المللی ال آی سی. گوستاو دیاز اورداز  | پورتو بایارتا، خالیسکو | ۲٬۵۳۵٬۹۰۰   | ۷٫۳۰٪        | ۱          |  |
| ۸    | فرودگاه بین‌المللی ال آی سی. آدولفو لوپز ماتئوس  | تولوکا                 | ۱٬۴۸۵٬۶۲۷۱  | ۳۱٫۳٪        | ۳          |  |
| ۹    | فرودگاه بین‌المللی منیول کرسسنسیو ریجون          | مریدا، یوکاتان         | ۱٬۲۲۵٬۵۹۳   | ۷٫۹۲٪        | ۱          |  |
| ۱۰   | فرودگاه بین‌المللی ژنرال ایگناسیو پسکویرا گارسیا | ارموسییو، سونورا       | ۱٬۲۰۰٬۹۰۰   | ۵٫۵۰٪        | ۱          |  |
| ۱۱   | فرودگاه بین‌المللی بچیگوایلاتو                   | Culiacán, Sinaloa      | ۱٬۰۵۹٬۹۰۴   | ۱٫۰۰٪        | بی‌تغییر    |  |
| ۱۲   | فرودگاه بین‌المللی ژنرال هریبرتو یارا            | وراکروز، وراکروز       | ۸۶۷٬۴۳۸     | ۳٫۹۸٪        | ۱          |  |
| ۱۳   | فرودگاه بین‌المللی دل بایو                       | Silao, Guanajuato      | ۸۵۴٬۲۰۰     | بی‌تغییر      | ۱          |  |
| ۱۴   | فرودگاه بین‌المللی کارلووس روویروسا پرز          | ویلاهرمسا، تاباسکو     | ۸۵۱٬۲۶۴     | ۱۶٫۸۱٪       | ۳          |  |
| ۱۵   | فرودگاه بین‌المللی آنگل الباینوو کورزو           | توکسلا گوتیرس، چیاپاس  | ۷۸۴٬۱۹۶۱    | ۲۳٫۱۹٪       | ۳          |  |
| ۱۶   | فرودگاه بین‌المللی ژنرال روبرتو فیرو ویلالوبوس   | چیئوائوا، چیئوائوا     | ۷۸۲٬۱۳۳     | ۵٫۶۰٪        | ۲          |  |
| ۱۷   | فرودگاه بین‌المللی ژنرال رافائل بولنا            | مزاتلان، سینالوآ       | ۷۲۲٬۴۹۲     | ۴٫۴۰٪        | ۲          |  |
| ۱۸   | فرودگاه بین‌المللی آبراهام گونزالس               | سیوداد خوارس، چیئوائوا | ۶۷۳٬۳۶۴     | ۶٫۲۰٪        | ۱          |  |
| ۱۹   | فرودگاه بین‌المللی ژنرال خوان آلوارز             | آکاپولکو، گوئررو       | ۵۹۶٬۳۲۶     | ۱۹٫۱۰٪       | ۳          |  |
| ۲۰   | فرودگاه بین‌المللی ژنرال فرنسیسکو خاویر مینا     | تامپیکو                | ۵۴۸٬۰۸۳     | ۲۱٫۵۰٪       | ۲          |  |

Notes
- ^ آمار برای فرودگاه‌های تالوکا و توکستلا توسط گوتیرز SCT وزارت فدرال حمل و نقل و ارتباطات مکزیک ارائه شده‌است..

## بیست فرودگاه پر رفت‌وآمد مکزیک بر اساس حرکت هواپیماها در سال ۲۰۱۱
۱
| رتبه | فرودگاه                                         | City/State                         | Aircraft movements |  |
| ---- | ----------------------------------------------- | ---------------------------------- | ------------------ |  |
| ۱    | فرودگاه بین‌المللی مکزیکو سیتی                   | مکزیکو سیتی                        | ۳۴۲٬۲۳۹            |  |
| ۲    | فرودگاه بین‌المللی دن میگوئل هیدالگو وای کوستیا  | گوادالاخارا، خالیسکو               | ۱۲۷٬۸۴۲            |  |
| ۳    | فرودگاه بین‌المللی کانکون، کینتانا رو            | کانکون، کینتانا رو                 | ۱۱۹٬۰۱۰            |  |
| ۴    | فرودگاه بین‌المللی ژنرال ماریانو اسکبیدو         | مونترری، نوئوو لئون                | ۸۵٬۵۴۰             |  |
| ۵    | فرودگاه بین‌المللی بچیگوایلاتو                   | Culiacán, Sinaloa                  | ۴۸٬۲۰۱             |  |
| ۶    | فرودگاه بین‌المللی ژنرال ایگناسیو پسکویرا گارسیا | ارموسییو، سونورا                   | ۴۳٬۶۴۳             |  |
| ۷    | فرودگاه بین‌المللی تیخوانا، باخا کالیفرنیا       | تیخوانا                            | ۴۲٬۷۵۷             |  |
| ۸    | فرودگاه بین‌المللی ال آی سی. گوستاو دیاز اورداز  | پورتو بایارتا، خالیسکو             | ۴۰٬۲۶۷             |  |
| ۹    | فرودگاه بین‌المللی ژنرال روبرتو فیرو ویلالوبوس   | چیئوائوا، چیئوائوا                 | ۳۴٬۱۰۶             |  |
| ۱۰   | فرودگاه بین‌المللی لوس کابوس                     | لوس کابوس                          | ۳۴٬۰۰۱             |  |
| ۱۱   | فرودگاه بین‌المللی ژنرال هریبرتو یارا            | وراکروز، وراکروز                   | ۳۰٬۱۲۱             |  |
| ۱۲   | فرودگاه بین‌المللی منیول کرسسنسیو ریجون          | مریدا، یوکاتان                     | ۲۸٬۲۸۵             |  |
| ۱۳   | فرودگاه بین‌المللی دل بایو                       | Silao, Guanajuato                  | ۲۵٬۱۶۵             |  |
| ۱۴   | فرودگاه بین‌المللی ژنرال خوان آلوارز             | آکاپولکو، گوئررو                   | ۲۳٬۶۵۴             |  |
| ۱۵   | فرودگاه بین‌المللی ژنرال رافائل بولنا            | مزاتلان، سینالوآ                   | ۲۲٬۴۱۴             |  |
| ۱۶   | فرودگاه بین‌المللی پونچیانو آریاگا               | سان لوئیس پوتوسی، سان لوئیس پوتوسی | ۲۱٬۵۲۳             |  |
| ۱۷   | فرودگاه بین‌المللی ژنرال فرنسیسکو خاویر مینا     | تامپیکو                            | ۲۰٬۶۴۰             |  |
| ۱۸   | فرودگاه بین‌المللی کارلووس روویروسا پرز          | ویلاهرمسا، تاباسکو                 | ۱۹٬۸۷۵             |  |
| ۱۹   | فرودگاه بین‌المللی ژنرال گوادالوپ ویکتوریا       | دورانگو، دورانگو                   | ۱۹٬۵۲۰             |  |
| ۲۰   | فرودگاه بین‌المللی منیول مارکوز دلیون            | لا پاس، باخا کالیفرنیا سور         | ۱۹٬۲۴۱             |  |

## ده فرودگاه پر رفت‌وآمدترمکزیک بر اساس محموله
۱
| رتبه | فرودگاه                                         | City/States          | Total Cargo (tons) |  |
| ---- | ----------------------------------------------- | -------------------- | ------------------ |  |
| ۱    | فرودگاه بین‌المللی مکزیکو سیتی                   | مکزیکو سیتی          | ۴۱۱٬۹۵۹            |  |
| ۲    | فرودگاه بین‌المللی دن میگوئل هیدالگو وای کوستیا  | گوادالاخارا، خالیسکو | ۱۲۸٬۰۲۱            |  |
| ۳    | فرودگاه بین‌المللی ژنرال ماریانو اسکبیدو         | مونترری، نوئوو لئون  | ۴۵٬۸۰۲             |  |
| ۴    | فرودگاه بین‌المللی کوئره‌تارو                     | کرتارو، کرتارو       | ۳۷٬۰۰۹             |  |
| ۵    | فرودگاه بین‌المللی منیول کرسسنسیو ریجون          | مریدا، یوکاتان       | ۱۷٬۸۸۷             |  |
| ۶    | فرودگاه بین‌المللی تیخوانا، باخا کالیفرنیا       | تیخوانا              | ۱۵٬۰۲۳             |  |
| ۷    | فرودگاه بین‌المللی ژنرال ایگناسیو پسکویرا گارسیا | ارموسییو، سونورا     | ۶٬۹۳۰              |  |
| ۸    | فرودگاه بین‌المللی ژنرال روبرتو فیرو ویلالوبوس   | چیئوائوا، چیئوائوا   | ۴٬۷۲۰              |  |
| ۹    | فرودگاه بین‌المللی بچیگوایلاتو                   | Culiacán, Sinaloa    | ۳٬۷۲۹              |  |
| ۱۰   | فرودگاه بین‌المللی کارلووس روویروسا پرز          | ویلاهرمسا، تاباسکو   | ۳٬۴۸۲              |  |